# Graffiti U
| Оценки критиков | Оценки критиков |
| Источник        | Оценка          |
| --------------- | --------------- |
| AllMusic        | [ 1 ]           |
| Rolling Stone   | [ 2 ]           |

Graffiti U — десятый студийный альбом австралийского исполнителя кантри-музыки Кита Урбана, выпущенный 27 апреля 2018 года на студии Capitol Nashville. В записи альбома участвовала певица Джулия Майклз. Диск дебютировал на № 1 в американском кантри-чарте Top Country Albums (став 6-м диском № 1 в кантри-чарте) и на позиции № 2 в общенациональном хит-параде Billboard 200 с тиражом 145,000 единиц (включая 137,000 истинных продаж).

## История
Альбом получил положительные и умеренные отзывы музыкальных критиков и изданий: AllMusic, Rolling Stone.
Альбом Graffiti U дебютировал 12 мая 2018 года на первом месте Top Country Albums (его 6-й там чарттоппер). Одновременно он дебютировал на № 2 в хит-параде Billboard 200 (7-й его диск в top-10) с тиражом 145,000 альбомных эквивалентных единиц (включая 137,000 истинных продаж). Этому успеху способствовали скидки для посетителей концертного тура, стартующего 15 июня.

## Синглы
Песня «Female» вышла в качестве лид-сингла 8 ноября 2017, а вдохновлёна она была акцией в соцсетях Me Too, направленной против сексуального насилия и домогательств. Сингл достиг позиции № 12 в американском радиоэфирном кантри-чарте US Billboard Country Airplay, став первым синглом певца не попавшим в лучшую десятке top-10 впервые после хита 1999 года «It's a Love Thing». 18 января 2018 года вышел второй сингл «Parallel Line». 21 марта 2018 года вышел третий сингл «Coming Home», записанный при участии американской певицы Джулии Майклз. Песня достигла позиции № 15 в радио-чарте Country Airplay.

## Список композиций
Источники с iTunes.
| №   | Название                                  | Автор(ы)                                                     | Продюсеры                   | Длительность |
| --- | ----------------------------------------- | ------------------------------------------------------------ | --------------------------- | ------------ |
| 1.  | «Coming Home» (при участии Джулии Майклз) | (включает сэмпл из песни «Mama Tried» певца Мерла Хаггарда). | Урбан Rotem                 | 3:33         |
| 2.  | «Never Comin Down»                        | Josh Kerr James Abrahart Shy Carter                          | Урбан Kerr                  | 3:34         |
| 3.  | «Same Heart»                              | Урбан Jason Evigan Emily Weisband Jordan Minton              | Урбан Evigan                | 3:36         |
| 4.  | «My Wave (Intro)»                         |                                                              |                             | 0:28         |
| 5.  | «My Wave» (при участии Shy Carter)        | Урбан Shy Carter Грег Уэллс                                  | Урбан Уэллс                 | 3:32         |
| 6.  | «Parallel Line»                           | (включает сэмпл из песни «Everglow» группы Coldplay).        | Урбан Blanco Ширан McDaid   | 4:13         |
| 7.  | «Drop Top» (при участии Kassi Ashton)     | Урбан Jimmy Robbins Josh Osborne MoZella                     | Урбан Robbins Джесси Шаткин | 3:44         |
| 8.  | «Way Too Long»                            | Oscar Holter Nate Ruess Michaels                             | Holter                      | 3:15         |
| 9.  | «Horses» (при участии Lindsay Ell)        | Matt Rad MoZella Jamie Scott                                 | Урбан Rad                   | 3:37         |
| 10. | «Gemini»                                  | Урбан Michaels Justin Tranter Ian Kirkpatrick                | Урбан Kirkpatrick           | 4:09         |
| 11. | «Texas Time (Intro)»                      |                                                              |                             | 0:10         |
| 12. | «Texas Time»                              | Max Townsley Drew Erickson Steve Lindsey Dillon O'Brian      | Урбан Mike Elizondo         | 4:51         |
| 13. | «Love the Way It Hurts (So Good)»         | Урбан Ben Berger Ryan Rabin Ryan McMahon                     | Урбан Captain Cuts          | 3:21         |
| 14. | «Female»                                  | Galyon Ross Copperman Shane McAnally                         | Урбан Dann Huff Copperman   | 3:16         |
| 15. | «Steal My Thunder»                        | Урбан Evigan Weisband Minton                                 | Урбан Evigan                | 7:16         |

## Позиции в чартах и сертификация

### Альбом
| Чарт (2018)                              | Высшая позиция |
| ---------------------------------------- | -------------- |
| Австралия (ARIA)                         | 2              |
| Австралия (Country Albums, ARIA)         | 1              |
| Канада (Canadian Albums Chart)           | 1              |
| Новая Зеландия (RMNZ)                    | 32             |
| Шотландия (Scottish Albums Chart)        | 27             |
| Великобритания (UK Country Albums Chart) | 9              |
| США (Billboard 200)                      | 2              |
| США (Billboard Top Country Albums)       | 1              |

### Сертификации и продажи
| Регион | Сертификация | Продажи           |
| --- | ------------ | ----------------- |
| Австралия (ARIA) | Золотой      | 35 000            |
| США (RIAA) | Золотой      | 500,000 / 282,400 |
| * Данные о продажах приведены только на основе сертификации. · ^ Данные о тиражах приведены только на основе сертификации. · Данные о продажах + прослушиваниях приведены только на основе сертификации. |              |                   |